# Palazzo Baronale (Archi)
Der Palazzo Baronale ist die Ruine einer Höhenburg in der italienischen Gemeinde Archi in der Provinz Chieti. Das Gebäude wird auch als Castello Lannutti – in Anlehnung an die letzte Besitzerfamilie – bezeichnet. Sie war die Festung der mittelalterlichen Siedlung, die im 11. Jahrhundert gegründet wurde. Die Ruine ist mit dem oberen Ortsteil von Archi durch die Via Palazzo und die Via Occidentale verbunden; der Eingang ist der Arco Cieri, der heute noch vorhanden ist.

## Geschichte
Die erste Erwähnung der Burg stammt aus der Zeit um das Jahr 1000, als Fara Adami, eine Siedlung am Fluss Sangro, zusammen mit Adamo, einem Pfaffen, und Ranieri, einem Gastalden, genannt wurde, aber das erste offizielle Dokument, das die Existenz dieser Burg bezeugt, ist von 1075, als sie im „Catalogus Baronum“ erwähnt wurde.
Nach verschiedenen, feudalen Wechselfällen fielen Archi und so auch diese Burg 1559 an Martino di Segua. Etliche notarielle Dokumente bestätigen, dass Martino di Segua verschiedene Restaurierungsarbeiten an der Burg ausführen ließ, von denen man nicht weiß, welche Teile des Gebäudes restauriert wurden. Mit den Arbeiten wurde Meister Antonio Malerma betraut. Martino di Segua musste 1563 die Burg wegen verschiedener Schulden versteigern lassen, damit diese Schulden nicht erwähnt würden.
Dokumente aus dem 17. Jahrhundert erwähnen die Burg, auch wenn sie damals schon zweitrangig war; unter diesen Dokumenten gibt es eines, das bezeugt, dass Giovan Battista de Marino 1644 rechtliche Probleme das Erbe betreffebnd hatte.

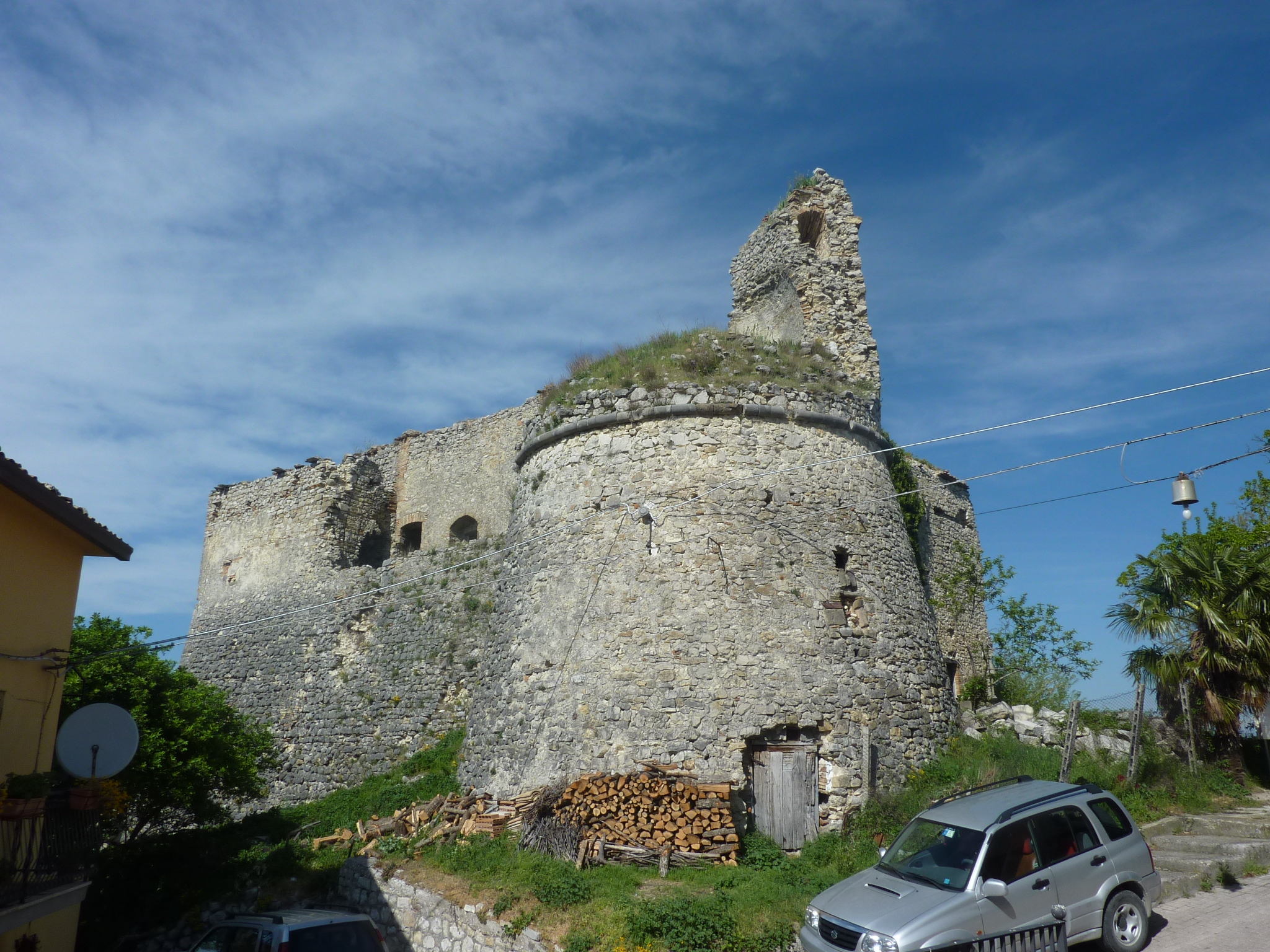
Der große Rundturm und die Westseite von der Via Occidentale aus

Im 18. Jahrhundert gehörte die Burg verschiedenen Lehensherren, die letzten offiziell aus der Familie Adimari di Bomba: Nach dem Tod von Giovanni Ademari, Marchese di Bomba, wurde das Dorf Archi 1806 aus der Lehensherrschaft entlassen. Schließlich fiel sie an die Familie Lannutti, daher der Name bis zur Eroberung durch die Deutschen 1943. Tatsächlich nutzten die Nazis die Burg als militärische Kontrollstation über dem Sangrotal, um die Ankunft der neuseeländischen und indischen Truppen aus Perano zu beobachten. Nachdem sich erwiesen hatte, dass es nicht möglich war, das Gebiet zu überwachen, zog sich die Wehrmacht in die Berge des oberen Sangro zurück, gab die Burg auf und beschädigte sie. Heute ist sie in sehr schlechtem Erhaltungszustand und wartet auf ihre Restaurierung. Nur noch die westliche und südliche Kurtine blieben erhalten. Vom Rest gibt es nur noch einige Teilstücke, die die ursprüngliche Umfassungsmauer erahnen lassen, sowie einige Innenmauern und die Fundamente der zylindrischen Ecktürme, jedoch nicht auf der Ostseite, die vollkommen zerstört wurde.

## Beschreibung
Ursprünglich hatte die Burg einen rechteckigen Grundriss mit zwei Haupttürmen, die angeschrägte Mauern hatten und in der südwestlichen und der südöstlichen Ecken platziert waren, der erste mit rundem Grundriss, den man heute noch in Teilen sieht, mit einem Durchmesser von 7,5 Metern, der andere mit quadratischem Grundriss mit runder Basis. Auf der Nordseite lag ein Walldamm, der mit der Zerstörung durch die Nazis vollständig zusammengebrochen ist und heute die Radio- und Fernsehantennen des Dorfes trägt; das Rondell besteht aus einer Mauer in Form eines Kegelstumpfes, wogegen sie im Nordosten aus einem zylindrischen Körper besteht. Die Ansichten der Ost- und Westseite sind mit den originalen, geschlossenen Mauerkörpern der Kurtine befestigt, die die Festung auf dem Erdrutschhügel erhöhten und eine Art doppelte Mauerverteidigung für die Angreifer darstellte.

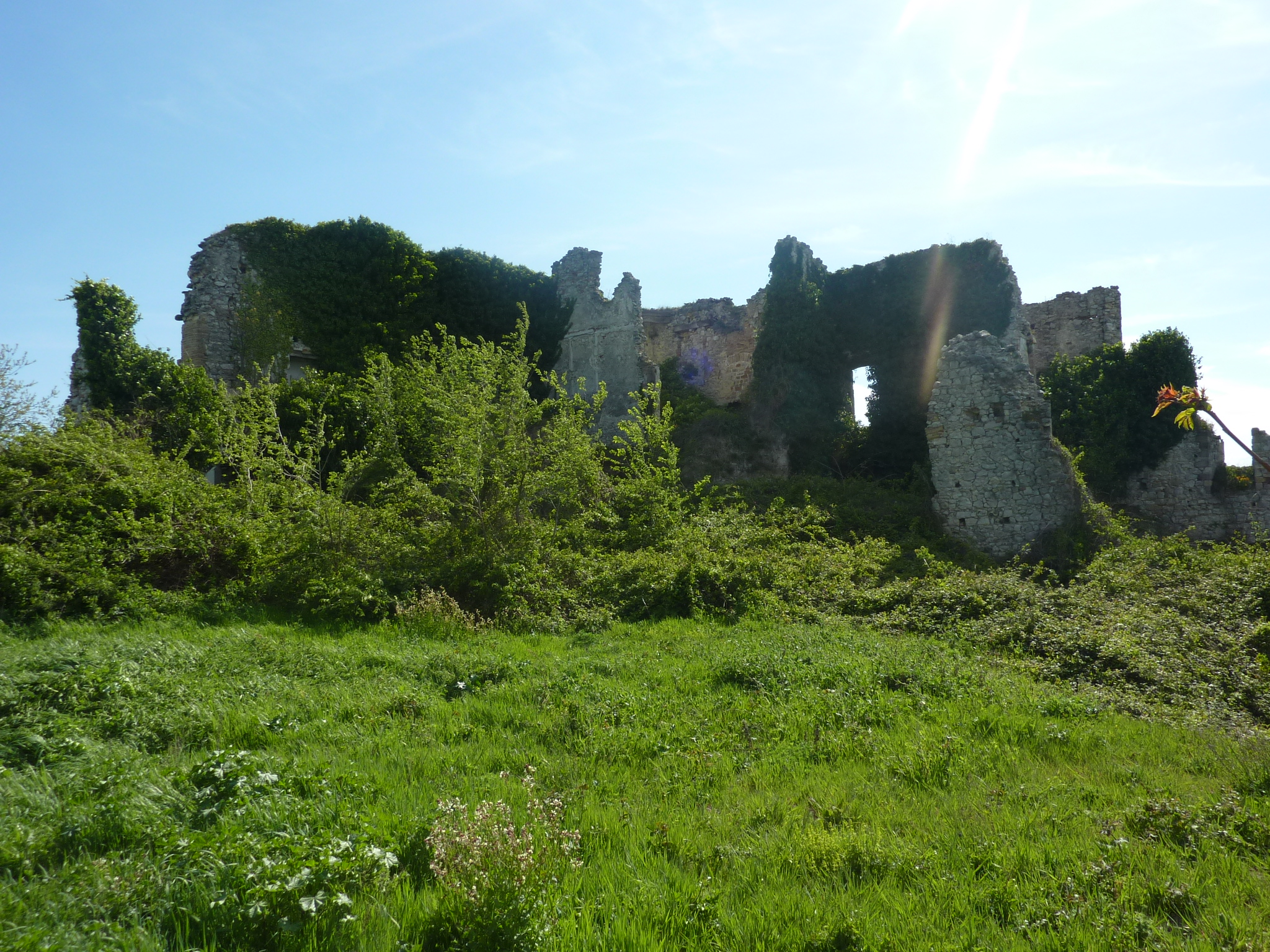
Ruinen der Kurtine und des Innenhofes von Nordosten

An der äußeren Umfassungsmauer der Burg sind auch verschiedene Schießscharten zu bemerken, um den Einsatz von Pfeil und Bogen und Kanonen zu ermöglichen; wahrscheinlich gab es wegen der Form des Geländes keinen Burggraben. Von den Schießscharten ist eine interessante noch auf der Seite des zylindrischen Turmes sichtbar, ausgeführt mit einem Rahmen aus quadratischen Steinen. Der heute verschwundene mittlere Block war als Adelsresidenz umgebaut und hatte Maße von 40 Metern × 34 Metern sowie einen Innenhof von 17 Metern × 13 Metern mit Brunnen und Zisterne. Von der Burg sind nur einige horizontale Bauteile erhalten, wie z. B. die Kreuzgewölbe oder die Ziegelgewölbe, aber auch ein flacher Holzboden mit Balken; es blieb auch ein Teil des Portals mit Korbbogen in Verbindung mit der Eingangshalle, gebaut aus Kalksteinblöcken, wie die Schießscharte, und es finden sich originale Einzelfenster auf der Innenseite im ersten und zweiten Geschoss des Residenzpalastes.
Die Außenmauern sind im Allgemeinen aus Flusskieseln, Mauerziegeln und Steinen vom Hügel ohne Veränderungen oder Bearbeitungen, ein Zeichen, dass die Burg in einem Stück gebaut wurde, ohne irgendwelche Erweiterungen mit Ausnahme der Umwandlung des inneren Palastes in eine Adelsresidenz. Leider ist durch die barbarische Zerstörung durch die Nazis das gesamte Innere des Gebäudes verloren gegangen; man sieht es nur noch zusammen mit dem Grundriss der Burg in historischen Vorkriegsfotografien; es sind nur noch ein Teil der südwestlichen Mauern, verbunden mit dem Dorf durch die Via Occidentale und die Via Palazzo, mit Ruinen des quadratischen Turms im Südosten und der bis auf den oberen Teil unversehrte, in der Mitte abgeschnitte, zylindrische Turm im Südwesten erhalten geblieben.

## Bildergalerie

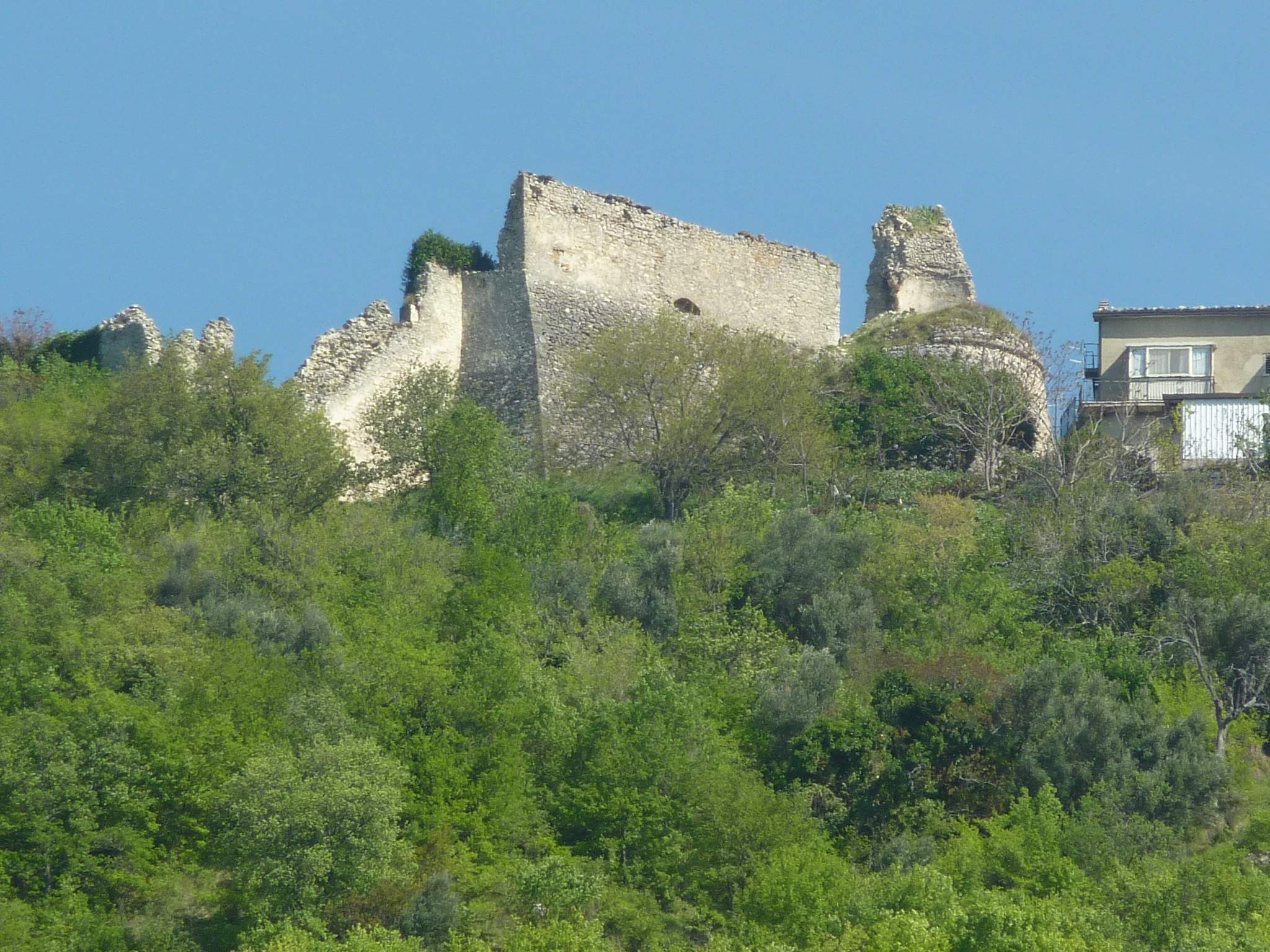
Blick auf die Burg
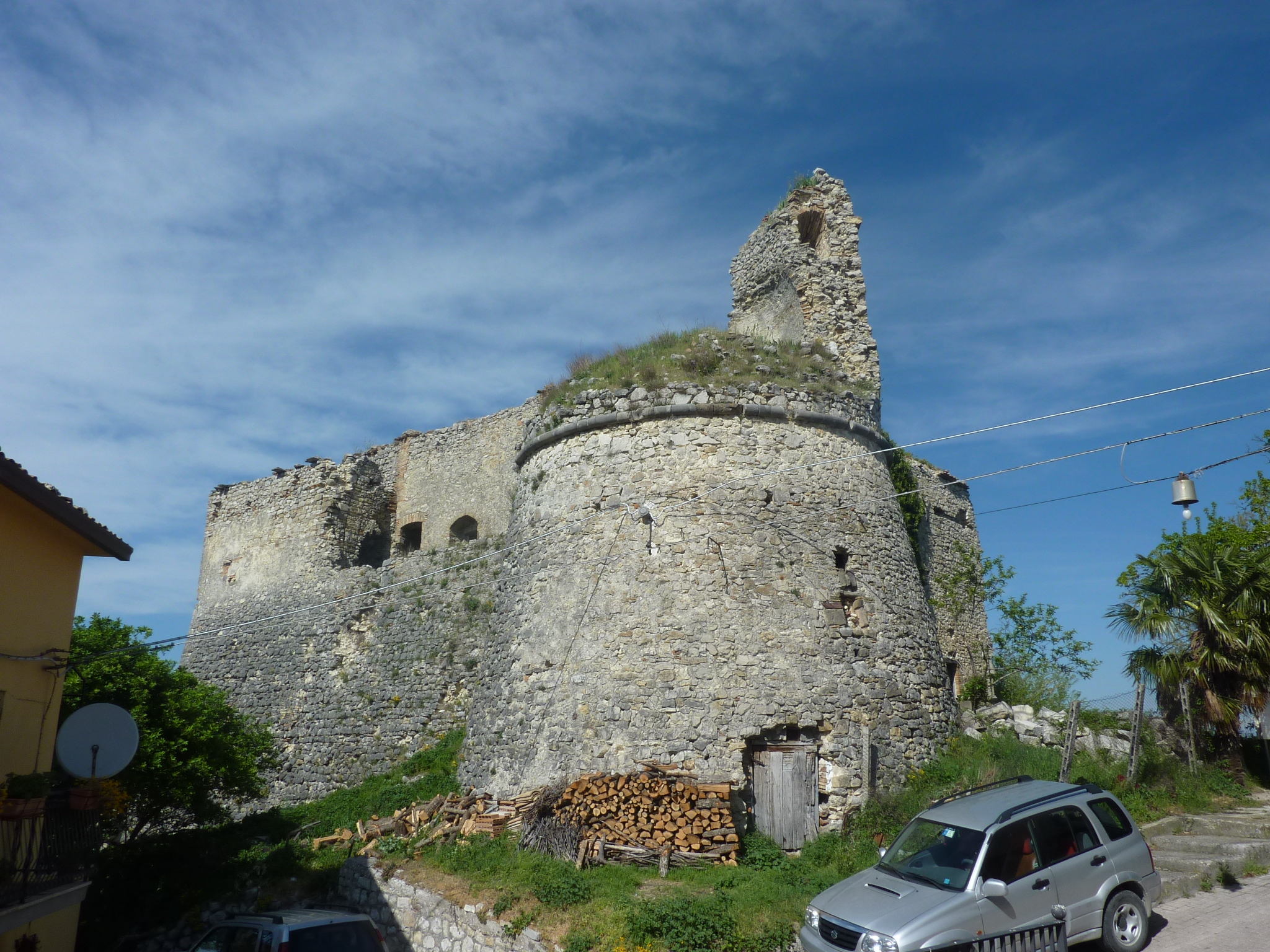
Bastion
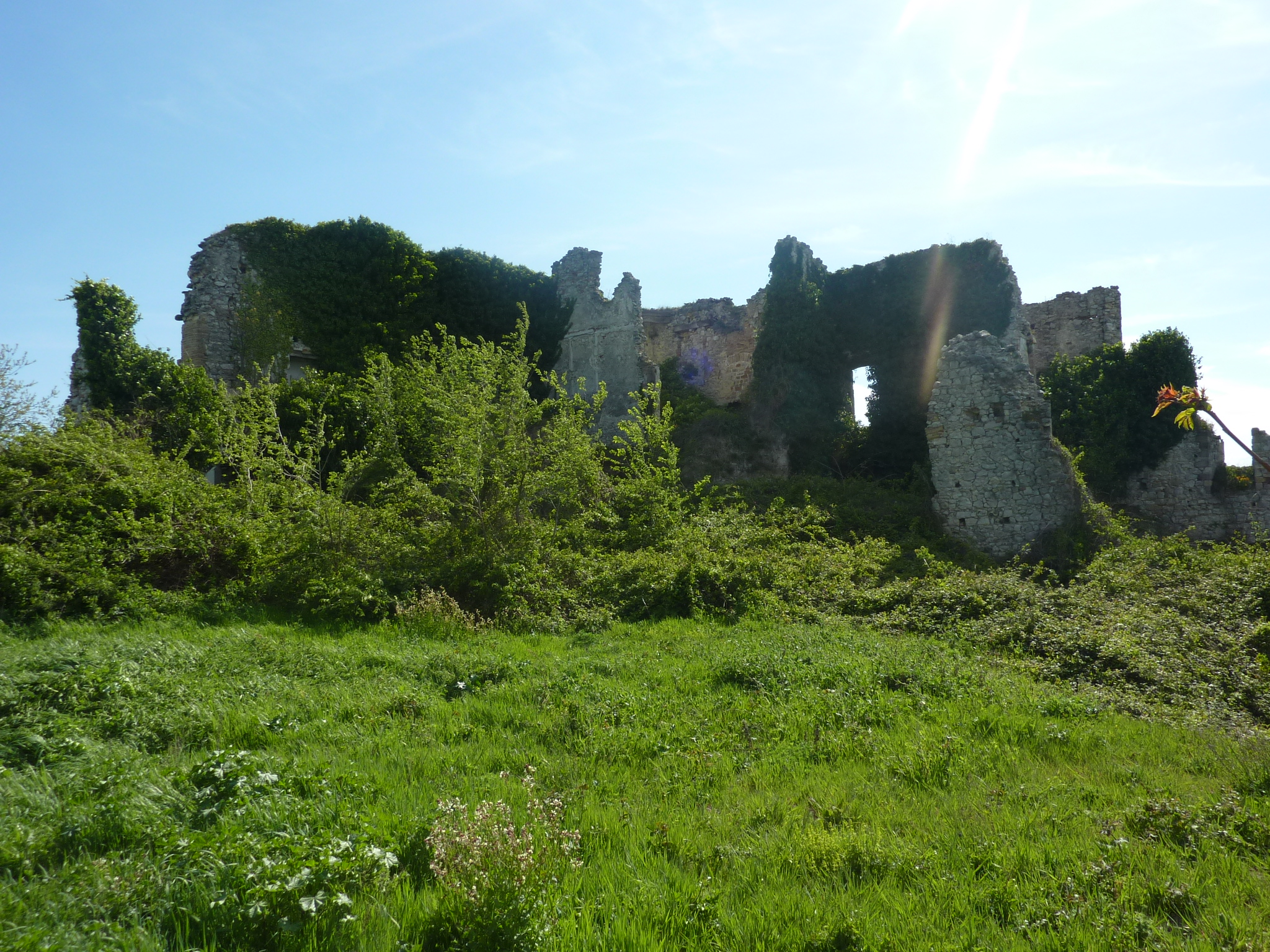
Inneres der Burg